# 영의 부등식
영의 부등식(Young's inequality, -不等式)은 영국의 수학자인 윌리엄 헨리 영이 제시한 부등식이다. 이 부등식은 옌센 부등식 및 민코프스키의 적분부등식에 의해 얻을 수 있으며, 횔더 부등식을 증명하는 데 이용된다. 크게 초등적 형태와 합성곱 형태의 두 종류가 있다.

## 초등적 형태
a와 b를 음이 아닌 실수라 하자. 그리고 양의 실수 p, q가 {\displaystyle {\frac {1}{p}}+{\frac {1}{q}}=1} 을 만족한다고 하자. 그러면 다음 부등식이 성립한다.
- {\displaystyle ab\leq {\frac {a^{p}}{p}}+{\frac {b^{q}}{q}}.}

이 부등식은 횔더 부등식을 증명하는 데 이용된다.

### 증명
이 형태의 증명에서는 로그함수가 오목함수임을 이용한다. 오목성에 의해 옌센 부등식을 적용하면 다음을 얻는다.
{\displaystyle \ln \left({\frac {1}{p}}a^{p}+{\frac {1}{q}}b^{q}\right)\geq {\frac {1}{p}}\ln {a^{p}}+{\frac {1}{q}}\ln {b^{q}}=\ln(ab).}

### 일반화
n개의 양수 {\displaystyle a_{1},...,a_{n}} 가 {\displaystyle \sum _{i=1}^{n}a_{i}=1} 을 만족할 때, n개의 음이 아닌 실수 {\displaystyle t_{1},...,t_{n}} 에 대하여 다음 부등식이 성립한다. 일반화한 이 형태 역시 옌센 부등식에 의해 얻을 수 있다.
- {\displaystyle \prod _{i=1}^{n}t_{i}^{a_{i}}\leq \sum _{i=1}^{n}a_{i}t_{i}.}

### 역함수의 적분 형태
[0, c]에서 실수로 가는 연속이고 f(0) = 0인 강증가함수 f에 대해 f의 역함수를 {\displaystyle f^{-1}} 이라 하면, 다음 부등식이 성립한다.
- {\displaystyle ab\leq \int _{0}^{a}f(x)\,dx+\int _{0}^{b}f^{-1}(x)\,dx.}

여기서 {\displaystyle a\in [0,c]} 이고 {\displaystyle b\in [0,f(c)]}이다.

## 합성곱 형태
{\displaystyle 1\leq p,q,r\leq \infty } 이고 {\displaystyle {\frac {1}{p}}+{\frac {1}{q}}={\frac {1}{r}}+1} 이라 하자. {\displaystyle f\in L^{p},g\in L^{q}} 라 하면 {\displaystyle f*g\in L^{r}} 이고, 다음 부등식이 성립한다.
- {\displaystyle ||f*g||_{r}\leq ||f||_{p}||g||_{q}.}

이 부등식을 얻기 위해서는 민코프스키의 적분부등식을 이용해야 한다.

## 같이 보기
- 옌센 부등식
- 민코프스키 부등식
- 횔더 부등식

## 참고 문헌
- 김성기, 계승혁, 《실해석》, 서울대학교출판부, 2002
- 방현수, 《실해석 & 함수해석학》, 교우사, 2002